# Madeleine Pape-Carpantier
Madeleine Pape-Carpantier, également citée comme Melle (ou Mademoiselle) Pape-Carpantier ou Carpentier, née le 13 avril 1855 à Paris 12e et morte le 5 novembre 1926 à Versailles, est une autrice et enseignante française.

## Biographie

### Jeunesse et famille
Madeleine Pape naît en 1855 à Paris,. Elle est la fille de la pédagogue Marie Carpantier, dite Marie Pape-Carpantier, et d'Henri Pape — lieutenant de la garde de Paris et fils de Claude Pape, ancien directeur de la salle d’asile du Mans —, mariés en 1849. Elle a une sœur aînée, Brigitte Carpantier-Gelle, née en 1853 ,. Elle a trois ans lorsque son père meurt, en 1858.

### Parcours

#### Carrière d'enseignante
Madeleine Pape-Carpantier devient enseignante à Paris et prend la direction d'un des cours créés par sa mère en 1875, avec Mathilde Gleyre. En 1886, elle écrit des articles dans Moniteur du jeune âge, revue bimensuelle illustrée à l’usage des directrices de salles d'asile, jardins d'enfants, classes élémentaires et de toutes les personnes qui s’occupent de l’éducation des jeunes enfants. Les deux femmes publient dans ce cadre une anthologie de poésies à destination des écoliers en 1887,. Madeleine Pape-Carpantier rédige également en 1900 une méthode de lecture basée sur la phonomimie où elle diffuse et complète par son expérience d'enseignante les méthodes expérimentées par sa mère. Elle compte parmi ses élèves la fille de Mel Bonis, Jeanne Domange,.

#### Parcours littéraire
Madeleine Pape-Carpantier mène en parallèle une carrière de femme de lettres, en écrivant de la poésie et des romans. Elle est l'autrice de plusieurs poèmes, notamment plusieurs poèmes mis en musique par Mel Bonis, comme Madrigal ! ou Noël de la Vierge Marie. 

#### Militantisme
Dans les premières années du XXe siècle, Mel Bonis participe à une manifestation avec Madeleine Pape-Carpantier et Mathilde Gleyre, devant le palais de Justice de la ville de Paris. Madeleine et sa collègue militent en faveur de sœurs à qui l'on reproche d'enfreindre le droit d'association. L'aventure est relatée dans le livre de la compositrice Souvenirs et Réflexions,,.
Madeleine Pape-Carpantier meurt à Versailles, en son domicile du 37 rue du Maréchal-Joffre, en 1926. Elle est inhumée trois jours plus tard au cimetière du Montparnasse (12e division), aux côtés de sa mère morte en 1878.

## Œuvres

### Romans
- Madeleine Pape-Carpantier, Kernevez, roman..., Hachette, coll. « Petite bibliothèque de la famille », 1901 (lire en ligne), ouvrage réédité par Hachette en 1907 et 1910.

### Travaux pédagogiques
- Marie Pape-Carpantier et Madeleine Pape-Carpantier, Lectures et travail pour les enfants et les mères, Hachette, 1879 (lire en ligne)

- Madeleine Pape-Carpantier, Comment faire un plan, dans le Moniteur du jeune âge n°15, Bordeaux, août 1886[19]

- Madeleine Pape-Carpantier, Choix de récitations expliquées (2ème édition), Boulanger, 1887 (lire en ligne)

- Madeleine Pape-Carpantier, Enseignement de la lecture à l'aide du procédé phonomimique de M. Grosselin, 1900 (lire en ligne)

### Œuvres musicales
- Mme Pape-Carpantier (paroles) et Allyre Bureau (musique), La Primevère. Le Ver à soie, 1884 ([lire en ligne])

- Madeleine Pape-Carpantier et Mel Bonis, Madrigal ! : op. 53, chœur à deux voix de femmes avec solo, 1901 (lire en ligne)
- Madeleine Pape-Carpantier et Mel Bonis, Noël de la Vierge Marie : op. 54/2 pour voix et piano ou orgue, Hachette, 1900

- Madeleine Pape-Carpantier et Mel Bonis, Noël de la Vierge Marie : op. 54/2 pour mezzo-soprano et orchestre, Furore Verlag, coll. « Sound research of women composers », 2019 (1re éd. 1905) (lire en ligne)

## Sources
- Christine Géliot, Mel Bonis, femme et compositeur, 1858-1937, Harmattan, 2009 (ISBN 978-2-296-09409-3 et 2-296-09409-0, OCLC 465087773, lire en ligne)
- Étienne Jardin, Mel Bonis (1858-1937) : parcours d'une compositrice de la Belle Époque, 2020 (ISBN 978-2-330-13313-9 et 2-330-13313-8, OCLC 1153996478, lire en ligne)